# El boquete
El boquete es una película cómica argentina, estrenada el 10 de marzo de 2006, con dirección y guion de Mariano Mucci y protagonizada por Valentina Bassi, Silvia Montanari, Sandra Smith, Mirta Wons, Luis Ziembrowski y Mario Paolucci.

## Sinopsis
Una familia marginal, decidida a robar un banco, cava un túnel para llegar a la caja de seguridad.

## Elenco[3]
- Valentina Bassi como Mirna Susana
- Silvia Montanari como Susana Spinelli.
- Erasmo Olivera como Carlitos.
- Leandro Orowitz como Leandro Orowitz.
- Mario Paolucci, Escarface, padre de Susana.
- Sandra Smith como Eva Müller
- Daniel Valenzuela como Idilio.
- Mirta Wons como Yolly.
- Luis Ziembrowski como Rubén.
- Víctor Maytland como Charly.
- Andrés Zurita